# Djeca manjeg boga (1986.)
Djeca manjeg boga (eng. Children of a Lesser God) je američka romantična drama iz 1986. godine koju je režirala Randa Haines, a koju su napisali Hesper Anderson i Mark Medoff. Film je temeljen na Medoffovoj Tonyjem nagrađenoj istoimenoj predstavi, a glavne uloge u njemu su ostvarili William Hurt i Marlee Matlin kao zaposlenici u školi za gluhe osobe: on je učitelj govora, a ona je gluha nadstojnica čije konfliktne ideologije o govoru i gluhoći izazivaju tenzije i ruše njihovu romantičnu vezu.
Osim što je označio filmski debi za glumicu Matlin, film Djeca manjeg boga također je značajan po tome što je to prvi film nakon nijemog filma You'd Be Surprised iz 1926. godine u kojem je u glavnoj ulozi nastupila stvarna gluha glumica.
Nakon što je 1977. godine na Sveučilištu u Rhode Islandu upoznao gluhu glumicu Phyllis Frelich, autor Medoff odlučio je napisati predstavu Djeca manjeg boga koji bi od glumice učinio zvijezdu. Djelomično temeljena na Frelichičinom odnosu sa suprugom Robertom Steinbergom (koji nije gluh), predstava je zapravo kronika veze i braka između žene koja ne želi govoriti i nekonvencionalnog patologa za govore gluhih. Predstava Djeca manjeg boga s Frelich u glavnoj ulozi debitirala je na Broadwayju 1980. godine, osvojila tri prestižne nagrade Tony (uključujući i onu za najbolju predstavu) te se sveukupno prikazala 887 puta - sve do 1982. godine.
Uživajući u uspjehu svog Broadwayjskog debija, Medoff je skupa sa svojim prijateljem scenaristom Andersonom adaptirao predstavu u filmski scenarij. Iako su napravljene mnoge izmjene, srž ljubavne priče je ostao nedirnut. Filmska premijera održana je na filmskom festivalu u Torontu, 13. rujna 1986. godine, a u službenu kino distribuciju u SAD-u film je krenuo 3. listopada iste godine i vrlo ubrzo polučio kritičarski uspjeh, kao i priznanje od strane udruženja gluhih i nagluhih osoba.
Nominiran je u pet kategorija za prestižnu filmsku nagradu Oscar, a osvojio je jednu - za najbolju glavnu glumicu (Matlin). U dobi od 21 godine života, Matlin je najmlađa glumica koja je ikad osvojila Oscara i jedina gluha dobitnica Oscara u bilo kojoj kategoriji do danas. Film Djeca manjeg boga također je prvi u povijesti nominiran u kategoriji za najbolji film godine čiji je redatelj žena.

## Radnja
Sarah Norman (Marlee Matlin) mlada je gluha djevojka koja radi kao čistačica u školi za gluhe i nagluhe osobe u Novoj Engleskoj. U školu uskoro dolazi energijom ispunjen novi učitelj James Leeds (William Hurt) koji ju pokušava ohrabriti da zaboravi na svoju nesigurnost i pokuša govoriti.
Budući da već jako dobro barata jezikom gluhih, Sarah se opire Jamesovim konstantnim pokušajima da progovori. Uskoro se između njih razvije romantična veza te započnu živjeti zajedno unatoč tome što njihova različita mišljenja i obostrana tvrdoglavost otežavaju vezu do trenutka prekida - James ju nagovara da pokuša govoriti, ali ona to uporno odbija.
Sarah napušta Jamesa i ode živjeti sa svojom otuđenom majkom (Piper Laurie) u obližnjem gradiću pa se njih dvije nakon dugo godina pomiruju. Međutim, pred kraj filma ona i James pronađu zajednički jezik i vrate se jedno drugome.

## Glumačka postava
- William Hurt kao James Leeds
- Marlee Matlin kao Sarah Norman
- Piper Laurie kao Mrs. Norman
- Philip Bosco kao Dr. Curtis Franklin
- Allison Gompf kao Lydia

## Box-office zarada
Premda su detalji oko budžeta filma relativno nepoznati, film se u kinima u Sjevernoj Americi otvorio na petom mjestu box-officea sa zaradom od 1.909,084 dolara. Punih 8 tjedana ostao je među deset najgledaniijh filmova i u konačnici na američkim kino blagajnama utržio 31.853,080 dolara.

## Kritike
Film Djeca manjeg boga primio je uglavnom pozitivne kritike. Na popularnoj internetskoj stranici Rotten Tomatoes film ima 81% pozitivnih ocjena. Ponajviše su hvaljene glavne glumačke izvedbe u filmu. Richard Schickel iz magazina Time napisao je za glumicu Matlin: "Ima neobičan talent koncentriranja svojih emocija - i emocija publike - u jezik gluhih. Ali još nešto više prisutno je ovdje, ironična inteligencija, snažan smisao za humor koji samo film može iznijeti." Roger Ebert iz Chicago Sun-Timesa dao je filmu tri od četiri zvjezdice opisujući temu filma kao "novu i zahtjevnu" te istaknuo da "sam bio zainteresiran za sve što mi film ima reći o gluhoći." Nastavio je: "Glumačke performanse su snažne i odlične - ne samo od strane Hurta koji je najbolji glumac svoje generacije već i od Matlin, gluhe glumice koja ovim filmom ostvaruje svoj glumački debi. Samouvjerena je, nosi scene sa strašću i gotovo bolnim strahom od odbijanja oko čega se zapravo i vrti srž njezina karaktera." Paul Attasanio iz Washington Posta komentirao je : "Ovo je romansa kakvu je Hollywood nekada često radio koja sadržava i konflikt i suosjećanje." Za glumicu Matlin je istaknuo: "Najveći izazov ove uloge bilo je komunicirati bez govora, ali Matlin je tome prišla jednako kvalitetno kao što su to radile zvijezde nijemih filmova - glumi očima i svojim pokretima."
Neki su kritizirali film zbog toga što su mu zamjerali da je prvenstveno namijenjen osobama koje nemaju poteškoća sa sluhom. Film nema podnaslove; umjesto toga, kao što je istaknuo kritičar Ebert, govor gluhih je ponovljen kroz lik Hurta koji "govori samome sebi".

## Nagrade i nominacije

### Oscar
Film Djeca manjeg boga nominiran je u 5 kategorija za prestižnu nagradu Oscar, a osvojio je jednu:
- Najbolja glavna glumica - Marlee Matlin
- Najbolji film - Burt Sugarman i Patrick J. Palmer
- Najbolji glavni glumca - William Hurt
- Najbolja sporedna glumica - Piper Laurie
- Najbolji adaptirani scenarij - Mark Medoff i Hesper Anderson

### Zlatni globus
Film Djeca manjeg boga nominiran je u 3 kategorije za nagradu Zlatni globus, a osvojio je jednu:
- Najbolja glumica (drama)- Marlee Matlin
- Najbolji film (drama)
- Najbolji glumac (drama) - William Hurt

## Vanjske poveznice
- Djeca manjeg boga u internetskoj bazi filmova IMDb-a